# Fort Apache
Fort Apache is een Amerikaanse western uit 1948 onder regie van John Ford.
De film vormt met She Wore a Yellow Ribbon en Rio Grande de "cavalerietrilogie" van John Ford, met telkens John Wayne in de hoofdrol. De film toont de vriendschap tussen de militairen maar is tegelijk een anti-militaristisch pamflet. En ongewoon voor dit tijdperk worden de indianen afgebeeld als gelijkwaardig aan de blanken.

## Verhaal
Kolonel Owen Thursday wordt naar Fort Apache in de woestijn van Arizona overgeplaatst. Zo wordt hij de overste van de populaire kapitein York. Thursday vindt dat er te weinig tucht heerst in het kamp. Hij stelt daarom de jonge luitenant O'Rourke als voorbeeld. O'Rourke heeft een oogje op de dochter van Thursday. Als hij daarachter komt, heeft O'Rourke het meteen verkorven.

## Rolverdeling
| Acteur           | Personage                        |
| ---------------- | -------------------------------- |
| John Wayne       | Kapitein Kirby York              |
| Henry Fonda      | Luitenant-kolonel Owen Thursday  |
| Shirley Temple   | Philadelphia Thursday            |
| Pedro Armendáriz | Sergeant Beaufort                |
| John Agar        | Luitenant 'Mickey' O'Rourke      |
| Ward Bond        | Sergeant-majoor Michael O'Rourke |
| George O'Brien   | Kapitein Sam Collingwood         |
| Victor McLaglen  | Sergeant Festus Mulcahy          |
| Anna Lee         | Emily Collingwood                |
| Irene Rich       | Mary O'Rourke                    |
| Dick Foran       | Sergeant Quincannon              |
| Guy Kibbee       | Dokter Wilkens                   |
| Grant Withers    | Silas Meacham                    |
| Jack Pennick     | Sergeant Daniel Schattuck        |
| Ray Hyke         | Luitenant Gates                  |
| Movita           | Guadalupe                        |